# Emil Škoda

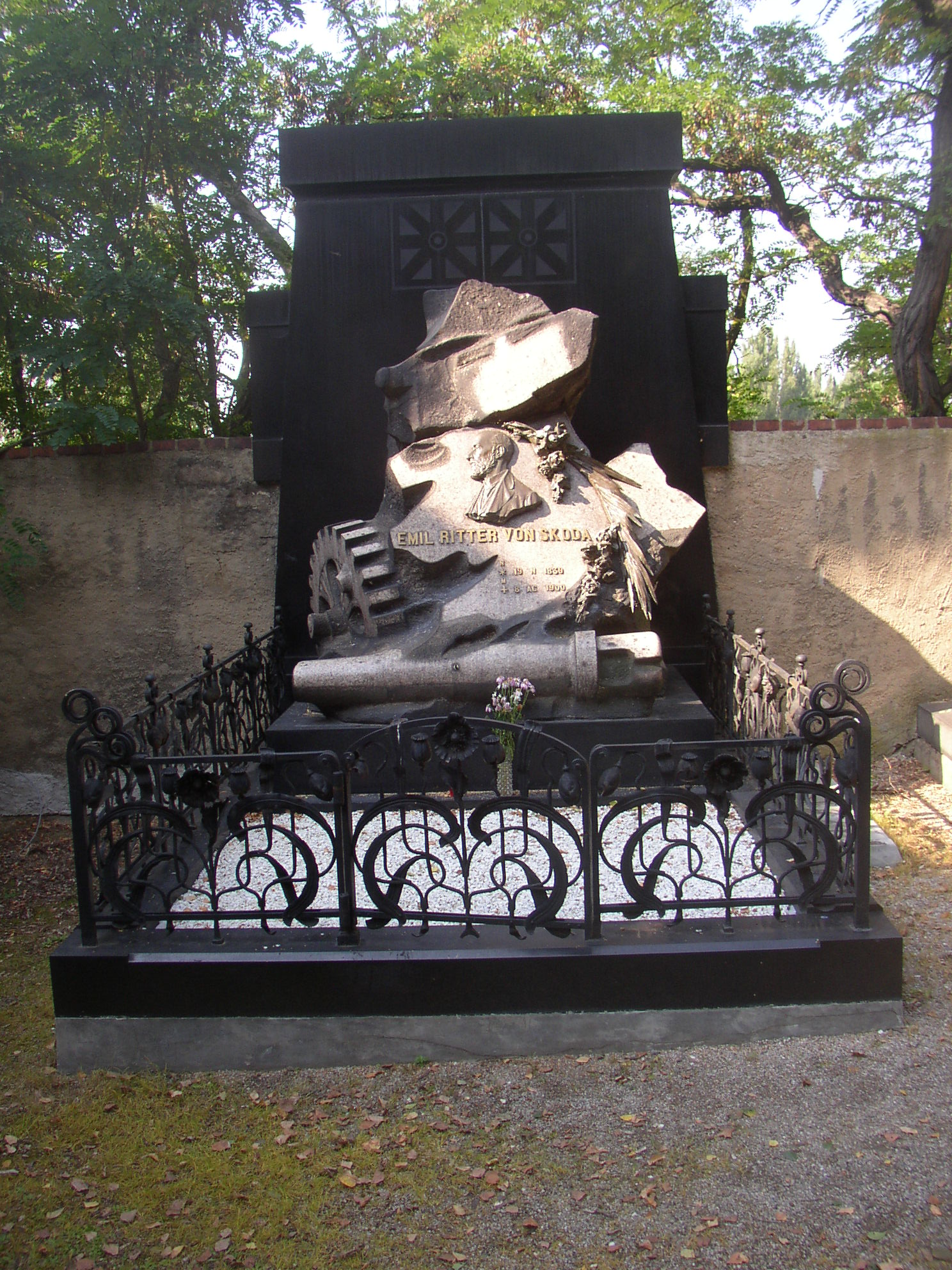
Nagrobek Emila Škody na cmentarzu w Pilźnie

Emil Škoda ([ˈʃkɔda] posłuchajⓘ ur. 18 listopada 1839 w Pilźnie, zm. 8 sierpnia 1900 w pociągu w okolicy miasta Selzthal w Styrii) – czeski inżynier i przemysłowiec. Jego nazwisko noszą zakłady Škoda Transportation i Škoda Auto.

## Życiorys
Ukończył gimnazjum w Chebie. Studiował cztery semestry inżynierii mechanicznej w Pradze na Politechnice Górniczej, a następnie studiował inżynierię w Wyższej Szkole Technicznej w Karlsruhe w Niemczech. Następnie został głównym inżynierem w małej fabryce maszyn w Pilźnie. W 1869 r. przejął fabrykę i rozpoczął jej rozbudowę, m.in. poprzez budowę bocznicy kolejowej w roku 1886 i rozpoczęcie produkcji broni dla armii Austro-Węgier. Jego zakłady rozwijały się w następnych latach, aby w roku 1899 przekształcić się w Zakłady Škoda – najbardziej znane z produkcji broni w I wojnie światowej i II wojnie światowej.